# Howard McGhee

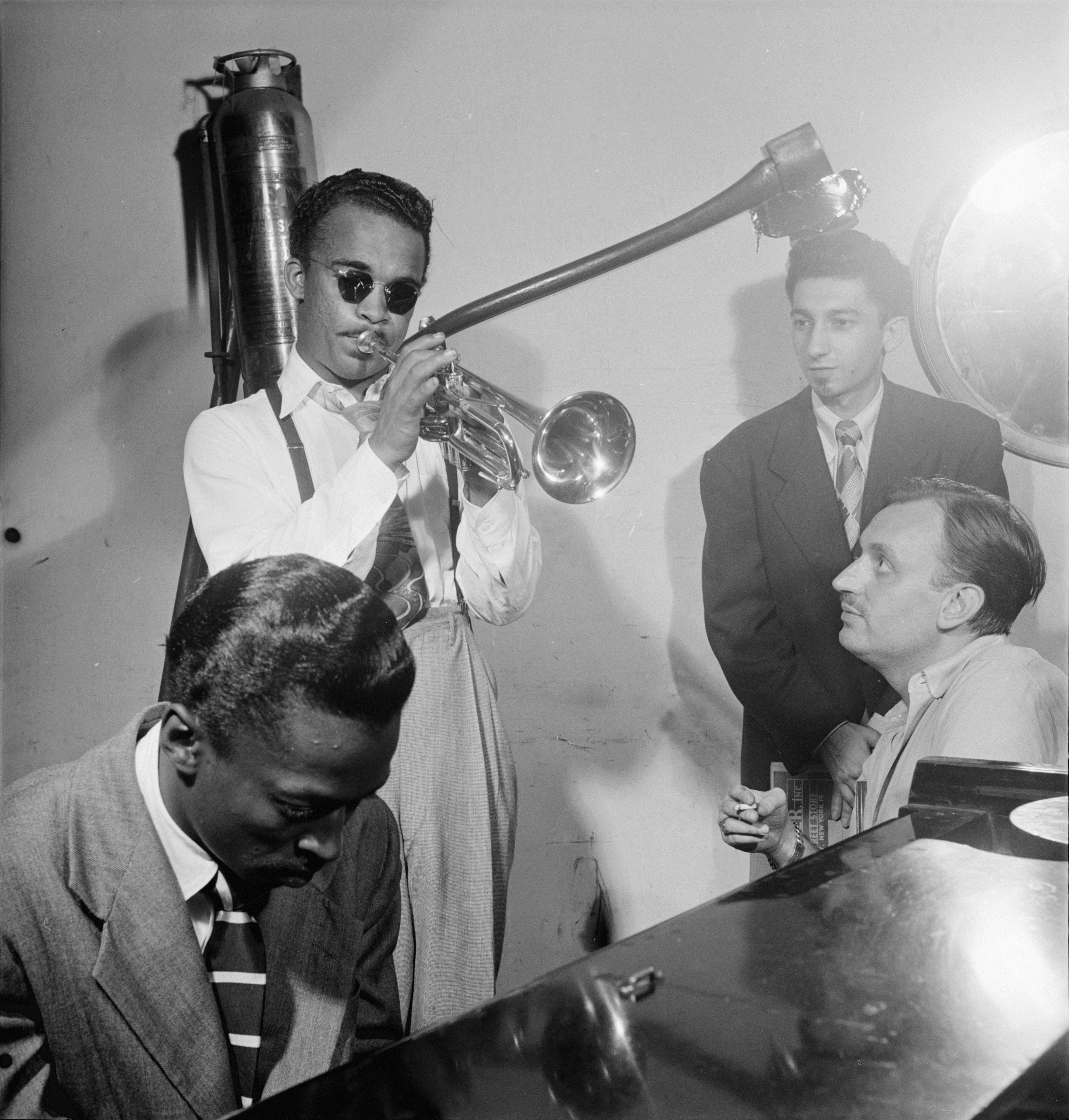
Howard McGhee, Brick Fleagle und Miles Davis am Piano, ca. September 1947.
Fotografie von William P. Gottlieb.

Howard McGhee (* 6. März 1918 in Tulsa, Oklahoma; † 17. Juli 1987 New York City, New York) war ein amerikanischer Jazztrompeter.

## Leben und Werk
Seine Familie zog nach Detroit, als er sechs Monate alt war. Seinen ersten Musikunterricht hatte er im Klarinettenspiel auf der High School. Nachdem er die Schule verlassen hatte, sattelte er auf das Tenorsaxophon um, ging nach Kalifornien, wo er in der Band von Gene Coy spielte. 1935 wechselte McGhee auf das Trompetenspiel, das er in der Art Bronson Band zur Meisterschaft brachte. Louis Armstrong war damals sein großes Vorbild. 1936 bis 1940 spielte er mit lokalen Bands, bis ihn Lionel Hampton entdeckte: Dieser brachte ihn in Andy Kirks Band unter. In dieser Zeit begegnete er Dizzy Gillespie, der ihn musikalisch sehr beeinflusste.  Es folgten kurze Gastspiele bei Charlie Barnet und Coleman Hawkins. 
Der Schüler von Dizzy Gillespie wandte sich bald dem Bebop zu und war darin von Roy Eldridge, dem Meister des Swing beeinflusst. In der Mitte der 1940er Jahre spielte er in Charlie Parkers Band als Nachfolger von Miles Davis, nahm eine Reihe von Platten auf – u. a. für Black & White („Ooda Coo Bop“) – und musizierte mit Lester Young, Sonny Criss, Dodo Marmarosa und Hampton Hawes. Bekannt wurde er durch sein Sextett und die Kooperation mit Coleman Hawkins, als dessen Nachfolger am Tenorsaxophon er später Teddy Edwards aufnahm. Mit Norman Granz’ Jazz at the Philharmonic ging McGhee 1947 auf Tournee.

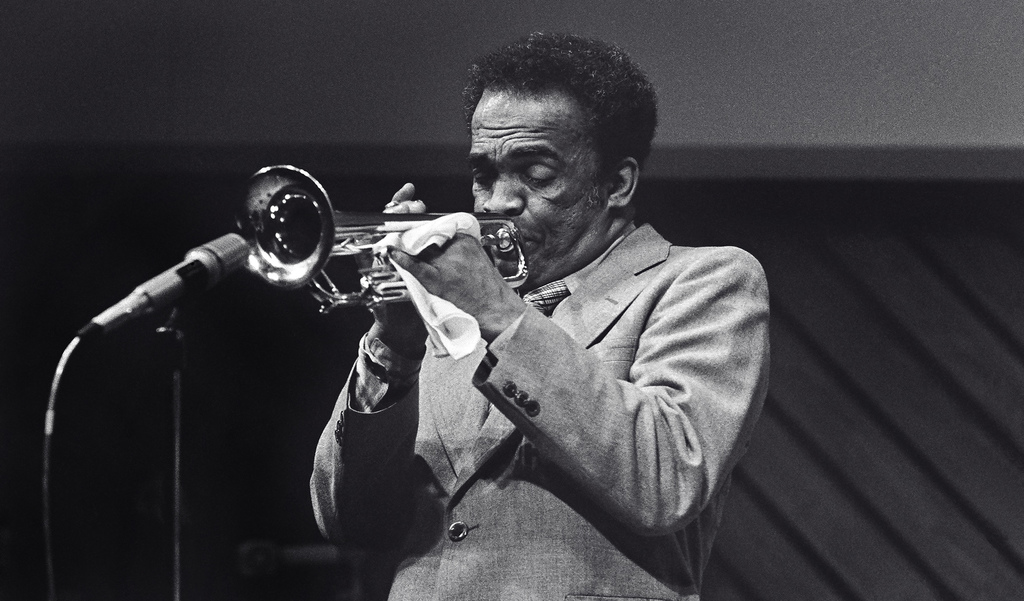
Howard McGhee

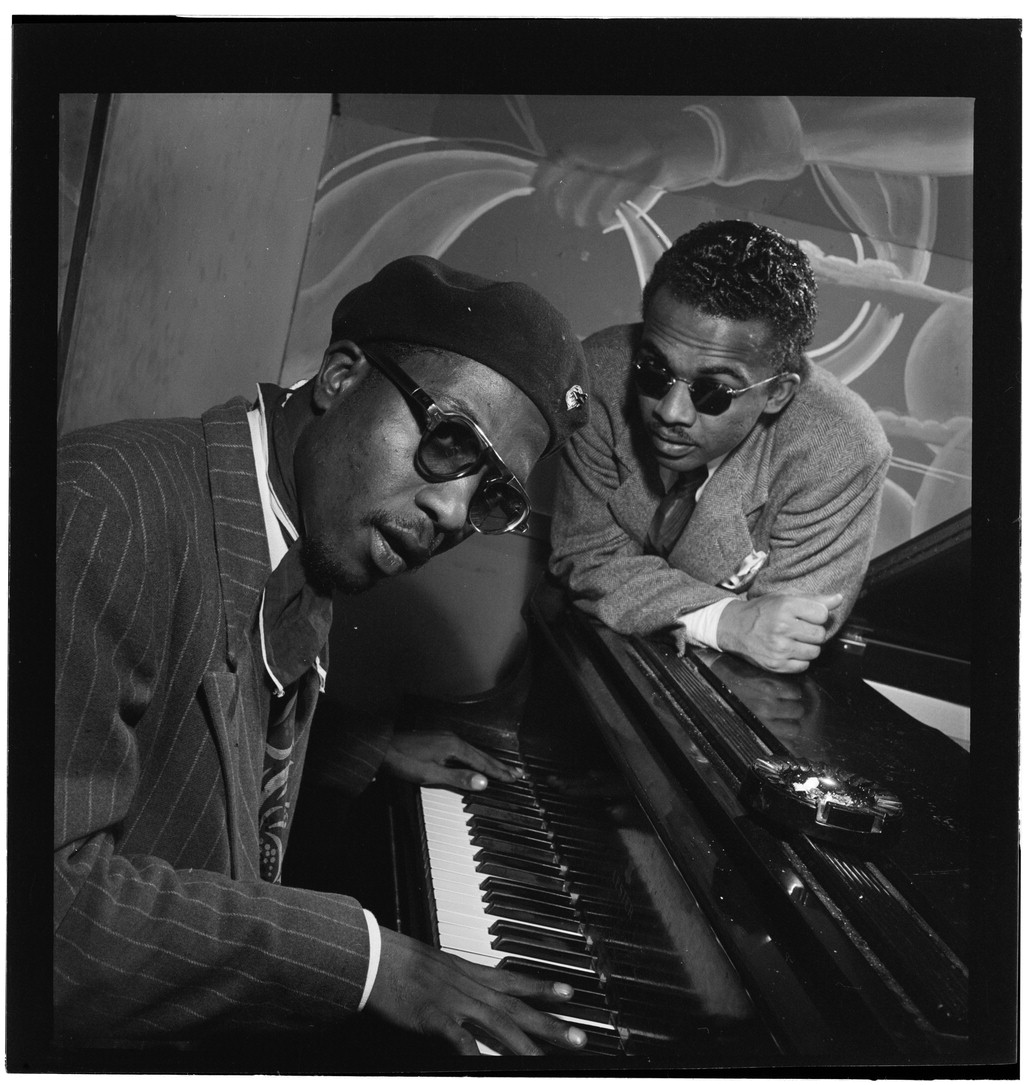
Thelonious Monk und Howard McGhee, Minton's Playhouse, ca. September 1947.
Foto: William P. Gottlieb

Seinerseits prägte McGhee unter anderem den Trompeter Fats Navarro und die Brüder Percy und Jimmy Heath, die er 1947/48 in seine Band aufnahm. Gemeinsame Schallplattenaufnahmen entstanden 1948 auch mit der Sängerin Mary Ann McCall, dem Saxophonisten Dexter Gordon und für Savoy mit dem gemeinsam mit Milt Jackson geleiteten Sextett.
Mit Charlie Parker, Bud Powell und Bessie Smith zählt McGhee zu den „großen Tragischen“ des Jazz. Zum Mythos trug auch bei, dass er im Juli 1987 genau 20 Jahre nach John Coltrane starb und gleichzeitig am 28. Todestag von "Lady Day" Billie Holiday (1959). Brian Priestley betrachtet McGhee als bedeutendes Bindeglied zwischen Swing und Bebop.

## Diskographische Hinweise
- 1945 Howard Mc Ghee On Dial – The Complete Sessions (Spotlite SPJ 131) mit James Moody, Dodo Marmarosa, Hank Jones, Milt Jackson, Ray Brown, J. C. Heard
- Bird and Pres - The '46 Concerts Jazz at the Philharmonic
- 1948 Howard McGhee 1948 (Classics 1058) mit Fats Navarro, Billy Eckstine, Jimmy Heath, Hank Jones, Ray Brown
- 1948 Howard McGhee & Milt Jackson (Savoy SV 1067)
- 1955 The Bop Master (Affinity AFF 765) mit Pepper Adams, Duke Jordan, Tommy Flanagan, Sahib Shihab, Ron Carter, Percy Heath (Zwei Sessions von 1955 & 1960)
- 1961 Maggie´s Back In Town (OJC 693) mit Phineas Newborn, Leroy Vinnegar, Shelly Manne
- 1961 Sharp Edge (Black Lion) mit George Coleman, Junior Mance, Jimmy Cobb
- 1976 Just Be There (Steeplechase SC 31204) mit Horace Parlan, Kenny Clarke
- 1978 Home Run (Storyville STCD 8273)
- 1979 Wise In Time (Storyville STCD 8272)